# Unionsterritorium
Unionsterritorium (englisch Union Territory) oder abgekürzt UT bezeichnet ein bundesunmittelbares Gebiet des Staates Indien; im Jahr 2020 hat Indien acht Unionsterritorien. Im Unterschied zu den 28 indischen Bundesstaaten mit eigener örtlicher Regierung unterstehen die Unionsterritorien der Zentralregierung in der Hauptstadt Neu-Delhi.
Die folgende Liste enthält den Ländercode nach ISO 3166-2:IN, die Landfläche in Quadratkilometern, die Einwohnerzahl und Bevölkerungsdichte nach den Ergebnissen der Volkszählung in Indien 2011 sowie das Gründungsjahr und die jeweilige Hauptstadt:
| # | Unionsterritorium                        | ISO   | Einwohner  | Fläche     | Bevölkerungsdichte | Gründung | Hauptstadt |
| - | ---------------------------------------- | ----- | ---------- | ---------- | ------------------ | -------- | ---------- |
| 1 | Andamanen und Nikobaren (Inseln)         | IN-AN | 380.581    | 8.249 km²  | 46 Einw./km²       | 1950     | Port Blair |
| 2 | Chandigarh                               | IN-CH | 1.055.450  | 114 km²    | 9.258 Einw./km²    | 1966     | Chandigarh |
| 3 | Dadra und Nagar Haveli und Daman und Diu | IN-DH | 586.956    | 603 km²    | 973 Einw./km²      | 2020     | Daman      |
| 4 | Delhi (Hauptstadtterritorium)            | IN-DL | 16.787.941 | 1.483 km²  | 11.320 Einw./km²   | 1950     | Neu-Delhi  |
| 5 | Jammu und Kashmir                        | IN-JK | 12.258.433 | 42.241 km² | 290 Einw./km²      | 2019     | Srinagar   |
| 6 | Ladakh                                   | IN-LA | 290.492    | 59.146 km² | 5 Einw./km²        | 2019     | Leh        |
| 7 | Lakshadweep (Inseln)                     | IN-LD | 64.473     | 32 km²     | 2.149 Einw./km²    | 1956     | Kavaratti  |
| 8 | Puducherry                               | IN-PY | 1.247.953  | 490 km²    | 2.547 Einw./km²    | 1963     | Puducherry |

Dem „Nationalen Hauptstadtterritorium Delhi“ und dem Unionsterritorium Puducherry steht jeweils ein eigener Chief Minister vor, der zusammen mit seinen Kabinettsmitgliedern gewählt wird. Gesetze und Verordnungen, die in den Unionsterritorien erlassen werden, bedürfen der Bestätigung oder Unterzeichnung durch die indische Zentralregierung in Neu-Delhi.
Chandigarh und Delhi sind Städte mit Sonderstatus, die Andamanen und Nikobaren sowie Lakshadweep sind vom Festland weit entfernte Inselgruppen. Die kleinen Unionsterritorien Dadra und Nagar Haveli und Daman und Diu gehörten bis 1954 ganz und bis 1961 zum Teil noch zu Portugiesisch-Indien. Das Unionsterritorium Puducherry gehörte bis 1962 zu Französisch-Indien und umfasst die vier damaligen französischen Kolonien Pondichéry, Karaikal, Mahe und Yanam.
Der Bundesstaat Jammu und Kashmir wurde am 31. Oktober 2019 in die zwei Unionsterritorien Ladakh sowie Jammu und Kashmir aufgeteilt.
Die Unionsterritorien Dadra und Nagar Haveli und Daman und Diu wurden am 26. Januar 2020 zusammengelegt.